# Tatsuya Okamoto
Tatsuya Okamoto (født 19. september 1986) er en japansk tidligere professionel fodboldspiller.
Han har spillet for flere forskellige klubber i sin karriere, herunder Júbilo Iwata, Mito HollyHock og Gainare Tottori.